# Go (Pearl Jam)
Go is een nummer van de Amerikaanse rockband Pearl Jam uit 1993. Het is de eerste single van hun tweede studioalbum Vs.
Het nummer flopte in Amerika, maar werd in Oceanië, Noorwegen en het Nederlandse taalgebied wel een hit(je). In de Nederlandse Top 40 haalde het een bescheiden 23e positie, terwijl het in de Vlaamse Radio 2 Top 30 een plekje lager kwam.